# Clarence House
Clarence House és una residència de la família reial britànica, al carrer The Mall, a Londres. Actualment és la residència oficial de la parella reial Carles III i Camil·la. És llistat com a monument històric de primera categoria (grade i).
Fou construïda entre l'any 1825 i 1827 sota la direcció de l'arquitecte John Nash i per ordre del futur rei Guillem IV del Regne Unit quan era duc de Clarence. Volia construir-se una nova residència en lloc d'anar a viure al Palau de Saint James, edifici que trobava inadequat per la vida moderna.
A la mort del rei Guillem IV del Regne Unit, Clarence House passà a la princesa Augusta, que hi visqué fins a la seva mort l'any 1840. A la mort d'Augusta, la residència fou ocupada per la princesa Victòria de Saxònia-Coburg Saafeld, duquessa de Kent i mare de la reina Victòria I.
A la mort de la duquessa de Kent, la residència passà al segon fill de la reina Victòria, el Duc d'Edimburg, que l'emprà fins a la seva mort l'any 1900. A la mort del duc d'Edimburg, el Duc de Connaught hi va viure fins a l'any 1942. Des de la Segona Guerra Mundial, serví com centre de la Creu Roja Britànica i de l'Orde de Sant Joan. Unes dues-centes persones hi treballaven per donar suport als presoners de guerra britànics.
Acabada la Segona Guerra Mundial, la residència fou restaurada i entregada a la princesa Elisabet II del Regne Unit com a residència oficial arran del seu matrimoni amb el Duc d'Edimburg. Des de 1947 i fins a 1953 fou utilitzada pels ducs d'Edimburg i fou on van néixer els seus fills Carles i Anna.
L'any 1953, Elisabet Bowes-Lyon (1900-2002), la reina mare, hi va residir fins a la seva mort l'any 2002. Els primers anys també fou la residència oficial de Margarida, la Comtessa de Snowdon. Després de la mort de la seva àvia, Carles va encetar una intensa restauració per fer del palau la seva residència en substitució del Palau de Saint James. El 2003 esdevingué la residència del Carles i Camil·la i de llurs fills, fins que aquests s'emanciparen.
Amb la mort de la reina Elisabet II, Carles III decidí continuant-hi vivint, almenys fins la finalització de la restauració del Palau de Buckingham, el qual continua essent la seu administrativa de la monarquia, així com el lloc on es realitzen els actes oficials. Després de la mort d'Elisabet II, desenes de treballadors de Clarence House van ser acomiadats, fet que, malgrat promeses d'indemnització i responsabilitats legals, va crear molt d'enrenou.